# Декурия

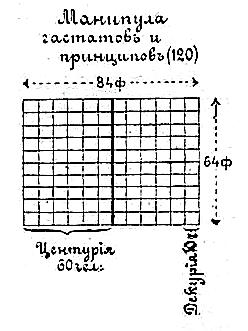
Декурия на схеме построения к статье «Манипула». Военная энциклопедия Сытина, Санкт-Петербург, 1911 — 1915 годы.

Деку́рия (лат. Decuria от deca — десять и cūria — группа лиц) — в общем смысле группа численностью 10 человек, отделение. 

## История
На такие десятки в Древнем Риме разделялись курии патрициев, всадников, сенаторов. Число 10 при этом не всегда строго соблюдалось. Так, например, декуриями назывались также судейские корпорации, которых при Августе было четыре, с числом судей — до 4 000 человек.

### Декурия как войсковое подразделение
Конница в легионе составлялась из 300 человек, которые делились на 10 взводов — турм, по 30 всадников в каждой, a турма — на три десятка, то есть декурии. Ими командовали три декуриона, главный из которых командовал всей турмой.
Аналогичное подразделение римской пехоты называлось контуберния.